# Köttelbach (Kelberg)
Köttelbach ist ein Ortsteil der Ortsgemeinde Kelberg im Landkreis Vulkaneifel in Rheinland-Pfalz.

## Geographische Lage
Köttelbach liegt am nordwestlichen Hang des Hochkelbergs. Der gleichnamige Bach ist ein linker Zufluss des Trierbachs, der den Ort durchquert.

## Geschichte
Köttelbach wird im 14. Jahrhundert erstmals urkundlich erwähnt.
Im Jahr 1563 wird Köttelbach mit 14 Feuerstellen erwähnt. Eine Kapelle in Köttelbach wird erstmals im Jahr 1719 erwähnt, sie war aber wahrscheinlich schon älter, da bereits im Jahr 1751 ein Neubau der Kapelle belegt ist. Im Jahr 1817 hatte der Ort 138 Einwohner.
Am 1. Januar 1970 wurde die bis dahin selbständige Gemeinde Köttelbach mit seinerzeit 146 Einwohnern nach Kelberg eingemeindet.

## Politik
Der Ortsteil Köttelbach ist gemäß Hauptsatzung einer von vier Ortsbezirken der Ortsgemeinde Kelberg. Auf die Bildung eines Ortsbeirats wurde verzichtet, die politische Vertretung erfolgt durch einen Ortsvorsteher.
Reinhold Theisen ist Ortsvorsteher von Köttelbach. Bei der Direktwahl am 26. Mai 2019 wurde er mit einem Stimmenanteil von 89,33 % für weitere fünf Jahre in seinem Amt bestätigt.